# North Kern State Prison
North Kern State Prison är ett delstatligt fängelse för manliga intagna och är belägen i staden Delano, Kalifornien i USA, strax nordost om ett annat fängelse i Kern Valley State Prison. Fängelset förvarar intagna som är klassificerade för säkerhetsnivån "medel". Den har, tillsammans med Wasco State Prison, också ansvaret att ta hand om intag av nya intagna som ska bedömas och placeras inom Kaliforniens fängelsesystem. North Kern har en kapacitet på att förvara 2 694 intagna men för den 18 maj 2022 var det överbeläggning och den förvarade 4 184 intagna.
Fängelset invigdes i april 1993.